# Dyschoriste poliodes
Dyschoriste poliodes är en akantusväxtart som beskrevs av Emery Clarence Leonard och Gentry. Dyschoriste poliodes ingår i släktet Dyschoriste och familjen akantusväxter.

## Underarter
Arten delas in i följande underarter:
- D. p. glabra
- D. p. obispoensis